# Ovie Soko
Ovie Paul Soko (Londres, 7 de fevereiro de 1991) é um basquetebolista profissional britânico que atualmente joga pelo UCAM Murcia. O atleta possui 2,01m de altura e atua na posição ala.  